# Komeil Gasemi
Komeil Gasemi (en persa: کمیل قاسمی‎; Sarí, 27 de febrero de 1988) es un luchador iraní de lucha libre. Ganador de la medalla de bronce olímpica en Juegos Olímpicos de Londres 2012 en la categoría de 120 kg. Consiguió una medalla de plata en campeonato mundial en 2014 y la 10.ª posición en 2013. Ganó tres medallas en campeonatos asiáticos, de oro en 2014. Cinco veces representó a su país en la Copa del Mundo. En el 2014 y 2015 consiguió el resultado más importante, clasificándose en la primera posición. Tercero en Campeonato Mundial de Juniores del año 2007 y 2008.